# České národní písně (sbírka)
České národní písně jsou sbírkou lidových písní a tanců z Čech. Jako první tištěná sbírka svého druhu v Čechách obsahovala také nápěvy. Větší část souboru je postavena na materiálu sebraném v rámci státní, tzv. guberniální sbírky lidových písní vyhlášené roku 1819. Podle svého editora bývá soubor označován také jako sbírka Rittersbergova. Jan Rittersberg se však sám na sběru písní nepodílel a jeho jméno nefiguruje ani na oficiální titulní straně sbírky.

## Historie

### Guberniální sbírka lidových písní
Údajně na žádost Friedricha Egona z Fürstenberka, předsedy Společnosti přátel hudby rakouského mocnářství, rozeslalo počátkem roku 1819 rakouské ministerstvo vnitra nařízení všem nejvyšším zemským úřadům monarchie. V něm žádalo o provedení jednorázového plošného sběru lidových písní. Sebrány měly být: 
„1. světské písně s nápěvy toliko pro jeden hlas;
2. příslušné k nim texty, co možná nejúplnější, s poznamenáním, ve kterém kraji se hlavně zpívají;
3. melodie národních tanců, jmenovitě takových, jež se provozují na svatbách, pohřebních slavnostech   apod.;
4. kostelní písně, které se zachovaly ze starých dob;
5. jména odborných znalců, s nimiž by Vídeňská společnost mohla navázat přímou korespondenci.“
Výsledkem tohoto evropsky ojedinělého činu je dnes neocenitelný soubor lidových písní sebraných včetně nápěvů. Soubor o to hodnotnější, že v českém prostředí byly až do poloviny 19. století předmětem sběru takřka výhradně písňové texty.
Zatímco ve většině regionů habsburského soustátí (včetně Moravy) proběhla sbírka úspěšně během několika málo měsíců, v Čechách byla oficiálně skončena teprve roku 1823. Namísto přímého odeslání zemskému prezidiu byl zde sebraný materiál svěřen k editaci hudebnímu skladateli a řediteli pražské konzervatoře Bedřichu Diviši Weberovi. Ten nejen že dokončený, podle nejvyššího purkrabí Čech tzv. Kolovratský, rukopis odeslal teprve 12. dubna 1823, ale, jak se později ukázalo, z odhadovaného počtu celkem zaslaných kusů (nejméně 364, zcela jistě však výrazně více, neboť v toto číslo je počítán pouze materiál z krajů, z nichž byly dochovány příslušné záznamy) v něm uplatnil jen asi polovinu (celkem 309 kusů).
Vysvětlit, proč téměř polovina drahocenného materiálu nedošla uplatnění, lze pouze s obtížemi. Události po guberniálním sběru bezprostředně následující však naznačují, že již během své editační práce zamýšlel Weber část vládní sbírky odcizit pro vlastní potřebu. Když potom na otázku, jak naložit s „neupotřebitelným“ materiálem, kterou položil zemskému prezidiu v dopise ze 12. dubna 1823, obdržel odpověď, že úřad přenechává tuto záležitost jeho vlastnímu rozhodnutí, cesta k tomuto záměru mu byla otevřena.

### Rittersbergova sbírka
Někdy v rozmezí let 1823 a 1824 musel se Weber na dalším osudu zatajeného materiálu domluvit s jiným představitelem pražského kulturního života – Janem Ritterem z Rittersbergu. S deklarovaným zájmem zveřejnit tiskem výsledky guberniální sbírky doplněné o vlastní, nezávisle sebraný materiál obrátili se totiž tito dva na zemské prezidium dne 22. 4. 1824 dopisem, ve kterém žádají o svolení použít vládního materiálu. Jako vládní materiál byly z pochopitelných důvodů prezentovány pouze kusy obsažené v Kolovratském rukopisu, pozdější rozbory Rittersbergovy sbírky, zejména srovnání se Sbírkou ze Sadské, objevenou roku 1895, však dokazují, že také další z čísel Českých národních písní musely pocházet z guberniálního sběru.
Dohromady Rittersbergova sbírka obsahuje 400 čísel (300 písní českých, 50 písní německých a 50 tanců). Z toho z Kolovratského rukopisu bylo převzato 253 a 147 bylo doplněno z jiných zdrojů. Z těchto 147 však 16 pochází ze Sadské sbírky, která rovněž představovala součást výstupů guberniální akce. To, spolu se skutečností, že Rittersberg s Weberem se sběru lidových písní osobně nikdy nevěnovali, dokládá, že do Českých národních písní byl zahrnut také zpronevěřený vládní materiál. J. Markl pak vyslovuje přesvědčení, že další část písní v Rittersbergově sbírce byla darem od Jana Jeníka z Bratřic.
Ke společnému Rittersbergovu a Weberovu dopisu zemskému prezidiu byl přiložen také list, který umožnoval vyhlásit zvýhodněné předplatné jejich sbírky. Mezi přihlášenými předplatiteli se později objevují jména jako Josef Dobrovský, Jan Jeník z Bratřic, Josef Jungmann, Jan Svatopluk Presl, Josef Jaroslav Langer nebo Jan Nepomuk Štěpánek.

### Rittersberg kontra Čelakovský
Zajímavou epizodou provázející přípravu Českých národních písní byla kolize s obdobným záměrem Františka Ladislava Čelakovského. Ten již roku 1822 vydal první svazek svých Slovanských národních písní a roku 1824 připravoval druhý. Při tom však tvrdě narazil u státního cenzora Zimmermanna, který texty kontroloval. Zatímco první díl Čelakovského práce prošel cenzurou bez větších problémů, vznik druhého byl touto vážně ohrožen. Ochranná ruka, kterou stát držel nad Rittersbergovou prací, usilovala mj. odstranit potenciální konkurenci. Čelakovskému se tak od Zimmermanna vrátily písně k nepoznání poškrtané a v jednu chvíli mu bylo zakázáno použít slova „Slovanské“ v názvu. 

Mimo skutečná příkoří však Čelakovský Rittersbergovi přičítal i provinění domnělá, možná i smyšlená. Tak textové paralely mezi jeho a Rittersbergovou sbírkou vysvětluje 21. srpna 1824 v dopisu J. V. Kamarýtovi takto: 
„Co mi zaostřuješ skrze Rittersberga, stane se bez toho, an on příčinou spolu, že své věci nevydávám. Obdržel jsem od barona Jeníka, který v našem domě častým hostem a pravý Staročech, několik překrásných staročeských nápěvů, zvláště charakterist., které jsem spolu tenkráte do censury podal. Právě v témž čase byly i Rit. písně v censuře a poněvadž je s Zim. jedna ruka, tedy přepsal on ty nápěvy z mých do svých, a censor nemaje příčiny důležitě je vymazati, napsal: pagini, kde ty písně byly suspendatur.“
Možnost, že by Rittersberg materiál od Čelakovského opsal, je však vyloučena již tím, že jeho sbírka obsahuje na rozdíl od prvního svazku Slovanských národních písní také nápěvy, a jestliže druhý díl Čelakovského souboru celkem 18 nápěvů zahrnuje, jde vesměs o zápisy nevalné, až školácké kvality (např. píseň Jdi, má milá, jdi do lesa by podle Čelakovského notového zápisu vůbec nebylo možné rekonstruovat). J. Markl proto vyslovuje přesvědčení, že Jan Jeník z Bratřic poskytl materiál oběma sběratelům současně. Přitom zatímco Čelakovskému nemohl hudebně negramotný sběratel poskytnout více než texty, diletujícímu skladateli Rittersbergovi, s nímž rovněž udržoval četné osobní styky, mohly Jeníkem zpaměti zpívané melodie posloužit za základ pro kvalitní notový přepis.
Navzdory problémům s cenzurou však nakonec také druhý díl Čelakovského souboru vyšel, a to včetně původně zamýšleného názvu.  

### Přijetí
Hned první recenze Rittersbergovy sbírky, pocházející z pera Josefa Vlastimila Kamarýta byla napsána na podnět Františka Ladislava Čelakovského. Její veskrze negativní tón byl významnou měrou podpořen vyhrocenými osobními vztahy, hlavním Kamarýtovým argumentem však byla špatná estetická úroveň písní. Již šestistránková Rittersbergova předmluva totiž prezentuje lidové písně výslovně jako památky historické. Symptomem tohoto osvícenského přístupu byla mj. skutečnost, že čísla byla do sbírky vřazována téměř bez selekce a mravní cenzury (upraveny byly pouze některé nejvýznamnější vulgarismy), jinak obvyklé u mladší generace obrozenců včetně Čelakovského s Kamarýtem. Do sbírky tak pronikly nejen písně vesnického lidu, ale také doposud živá zpěvnost měšťanů a písně kramářské, tedy tvorba z těch vrstev společnosti, které vyčnívaly z herderovského kánonu národního obrození. Kamarýt tuto skutečnost komentuje slovy: 
„Národní písně jsou památky historické; ale národní, ne pak takové, jaké nezbedná lůza necudným hrdlem pronáší..., jaké ledajaký hladový, obyčejně kramář ze své kotrby chase zpívá. Takovýto vpravdě celému národu veřejně na cti utrhá, všechny jiné národy přelhává, kdo se opováží za národní je vydávati.“

Podobný, ale o jistý odstup bohatší byl postoj Antonína Müllera, profesora estetiky na pražské univerzitě. Ten ve své německy psané recenzi uznal historický význam sebraných nápěvů, zpochybnil ovšem závěry, které Rittersberg vyvodil z tvrzení, že lidová píseň je v první řadě dokladem historickým. Tato skutečnost ani podle Müllera neznamená, že na lidovou píseň nemají být kladeny žádné estetické nároky: 
„Od doby výtečného Herdera by nemělo být více již pochybností, že historická hodnota národní písně závisí na její lidovosti a estetické hodnotě. Národní píseň, v níž není vyjádřen národní charakter, ani v ní nedoutná jiskřička básnictví, je pro historika potřebná pouze tehdy, pokud představuje nějaký historický fakt.“
Stejně jako Kamarýt a další z příslušníků preromantické generace, ani Müller nepovažoval za národní písně kramářů a měšťanstva. Proto kladně hodnotil editorské zásahy, které ve své sbírce podnikl Čelakovský, ačkoli ani Slovanské národní písně jeho kritice neunikly (Müller jim vytýkal – na základě RKZ, a tedy z dnešního pohledu nepříliš spravedlivě – že obsahují nedostatek písní epických).
Teprve s desetiletým odstupem se Rittersbergova sbírka dočkala prvního a za autorova života jediného veřejného projevu uznání. To vyslovil Josef Jaroslav Langer, který na sbírku vícekrát odkazoval napříč svou folkloristickou prací. Rittersberg byl dle jeho slov „náš milovaný vlastenec.“